# عاري المباغ صولجاني القدم
عاري المباغ صولجاني القدم (الاسم العلمي: Gymnosporangium clavipes)، هو أحد الفطريات المسببة للأمراض النباتية، وهو فطر يسبب صدأ سفرجل الأرز. على غرار Gymnosporangium juniperi-virginianae وGymnosporangium globosum، يصيب الفطر مجموعة واسعة من الورديات، مثل أشجار التفاح والزعرور والسفرجل، ويحتاج الفطر أيضًا مضيفًا دائم الخضرة مثل عرعر فرجينيا أو عددًا من الأنواع العرعر الأخرى لإكمال دورة حياته